# Municipio de Jefferson (condado de Morgan)
El municipio de Jefferson (en inglés, Jefferson Township) es un municipio del condado de Morgan, Indiana, Estados Unidos. Tiene una población estimada, a mediados de 2023, de 3620 habitantes.

## Geografía
Está ubicado en las coordenadas 39°26′16″N 86°29′23″O / 39.43778, -86.48972. Según la Oficina del Censo,tiene una superficie total de 92.3 km², de los cuales 90.6 km² corresponden a tierra firme y 1.7 km² están cubiertos de agua.

## Demografía
Según el censo de 2020, en ese momento había 3617 personas residiendo en la zona. La densidad de población era de 39.9 hab./km². El 94.69 % de los habitantes eran blancos, el 0.03 % era afroamericano, el 0.47 % eran amerindios, el 0.47 % eran asiáticos, el 0.39 % eran de otras razas y el 4.06 % eran de una mezcla de razas. Del total de la población, el 1.36 % eran hispanos o latinos de cualquier raza.